# Водолаги
Водола́ги —  село в Україні, у Хотінській селищній громаді Сумського району Сумської області. Населення становить 33 особи. До 2020 орган місцевого самоврядування — Біловодська сільська рада.

## Географія
Село Водолаги знаходиться за 3,5 км від лівого берега річки Снагість. На відстані до 2-х км розташовані села Веселівка та Новомиколаївка. За 2 км проходить кордон з Росією. По селу протікає пересихаючий струмок з греблею.

## Історія
- 12 червня 2020 року, відповідно до Розпорядження Кабінету Міністрів України № 723-р «Про визначення адміністративних центрів та затвердження територій територіальних громад Сумської області» увійшло до складу Хотінської селищної громади.[2]
- 19 липня 2020 року, в результаті адміністративно-територіальної реформи та ліквідації Сумського району(1923-2020), село увійшло до новоутвореного Сумського району[3].

24 лютого 2023 року окупанти прицільно обстріляли протитанковою керованою ракетою рейсове маршрутне таксі, яке виїхало із с. Водолаги та проїхало близько 500 метрів в бік м. Суми.
У березні 2023 року внаслідок систематичних обстрілів російським агресором населений пункт залишився поза логістичними маршрутами.
1 травня 2024 року через регулярні російські обстріли організували виїзд у безпечні місця жителів Водолаг, Журавки та Біловодів. “Що сказати, все, що нажили — покинули. Не можу навіть говорити”, — ділиться житель Водолаг Роман Олександрович. Разом з іншими переселенцями їде і Тетяна Чеберячко. Жінка говорить, понад 50 років мешкала у Водолагах: “Шкода було, звичайно, та, що зробиш”.